# Departamento de Temuco
| Departamento de Temuco    | Departamento de Temuco             |
| ------------------------- | ---------------------------------- |
| Cabecera:                 | Temuco                             |
| Superficie:               | km²                                |
| Habitantes:               | hab                                |
| Densidad:                 | hab/km²                            |
| Comunas/ Subdelegaciones: | - Temuco - Vilcún - Freire - Cunco |
| Ubicación                 |                                    |
|                           |                                    |

| Departamento de Temuco | Departamento de Temuco |
| ---------------------- | --- |
| Cabecera:              | Temuco |
| Superficie:            | km² |
| Habitantes:            | hab |
| Densidad:              | hab/km² |
| Subdelegaciones:       | - En 1887: - 1a Temuco - 2a Temuco - 3a Lautaro, segregada en 1907. - 4a Freire - Posteriormente: - 1a de Temuco - 2a de Temuco - 3a Pumalal - 4a Padre Las Casas - 5a Freire - 6a Huillo - 7a Quepe - 8a Allipén - 9a Colico - 10a Maichín - 11a Truf Truf - 12a Trúmpulo - 13a Cunco - 14a Vilcún - 15a San Patricio - 16a Coipulafquén - 17a Quechereguas |
| Municipalidades:       | - capital departamental: - Temuco - otras municipalidades (1891) - Lautaro (1891-1907) - Vilcún (1926) |
| Ubicación              | |
|                        | |

El Departamento de Temuco es una antigua división territorial de Chile, que pertenecía a la Provincia de Cautín. Fue creada en 1887 para formar la Provincia de Cautín junto con el Departamento de Imperial. Luego se segrega una parte de su territorio para formar el Departamento de Llaima, con la ley 1959 del 8 de julio de 1907.
El 30 de diciembre de 1927, con el DFL 8582, se establecen los límites: "El departamento de Temuco conservará los límites que le asignó el decreto-ley N.o 354, de 17 de marzo de 1925, modificados por la parte del Sur, en la siguiente forma:
- al Sur, la línea de cumbres que limita por el Norte la hoya hidrográfica del lago Villarrica, desde la frontera argentina hasta el origen del río Pedregoso; el río Pedregoso, desde su origen hasta su confluencia con el río Toltén, y el río Toltén, desde su confluencia con el río Pedregoso hasta la prolongación de la línea recta de linderos, que limita entre otras, por el Poniente las antiguas hijuelas 258, 229, 214, 191 y 104."

Con el DFL 8583, se definen los límites de las comunas-subdelegaciones del departamento.

## Límites
El Departamento de Temuco limitaba:
- al norte con el Departamento de Traiguén y Provincia de Biobío; en 1893, con el Departamento de Traiguén, con el Departamento de Mariluán y provincia de Biobío; y en 1907, con el Departamento de Llaima
- Al oeste con el Departamento de Imperial
- al sur con el Departamento de Valdivia
- al este con la Cordillera de Los Andes

Desde 1928 el Departamento de Temuco limitaba:
- al norte con el Departamento de Lautaro
- al oeste con el Departamento de Imperial
- al sur con el Departamento de Villarrica
- Al este con la Cordillera de Los Andes

## Administración
Desde 1887, la Ilustre Municipalidad de Temuco se encargaba de la administración local del departamento, con sede en Temuco.
El 22 de diciembre de 1891, se crea la Municipalidad de Lautaro con sede en Lautaro, que administraba la Subdelegación 3a Lautaro, en el departamento, con los límites que le asigna el decreto de 1° de septiembre de 1887.
En 1907, se crea el Departamento de Llaima, segregándose la subdelegación 3a, Lautaro. y la Municipalidad de Lautaro.
En 1925 con el D.S. N°4267  del 29 de agosto de 1925, se crea la Comuna de Vilcún.
En 1930, forma parte de la Vigésima Primera Agrupación Departamental: Temuco, Lautaro, Imperial y Villarrica, a la que se suma el Pitrufquén posteriormente.

## Subdelegaciones
Las subdelegaciones cuyos territorios asigna el decreto del 1° de septiembre de 1887, son los siguientes:
- 1a, Temuco
- 2a, Temuco
- 3a, Lautaro, segregada en 1907.
- 4a, Freire

Luego, las subdelegaciones en que se subdividió el Departamento fueron las siguientes:
- 1a de Temuco
- 2a de Temuco
- 3a Pumalal
- 4a Padre Las Casas
- 5a Freire
- 6a Huillo
- 7a Quepe
- 8a Allipén
- 9a Colico
- 10a Maichín
- 11a Truf Truf
- 12a Trúmpulo
- 13a Cunco
- 14a Vilcún (1915)
- 15a San Patricio
- 16a Coipulafquén
- 17a Quechereguas

## Comunas y Subdelegaciones (1927)
De acuerdo al DFL 8583 del 30 de diciembre de 1927, en el nuevo Departamento de Temuco, se crean las siguientes subdelegaciones y comunas:
- Temuco, que comprende las antiguas subdelegaciones 1.a y 2.a de Temuco, 3.a Pumalal, 4.a Padre Las Casas, 7.a Quepe, 11.a Truf Truf y 16.a Coipulafquén.
- Vilcún, que comprende las antiguas subdelegaciones 14.a Vilcún y 15.a San Patricio.
- Freire, que comprende las antiguas subdelegaciones 5.a Freire y 6.a Huillo, y la parte de las antiguas subdelegaciones 8.a Allipén y 9.a Colico, que queda comprendida dentro de los límites del departamento de Temuco.
- Cunco, que comprende las antiguas subdelegaciones 12.a Trúmpulo, 13.a Cunco y 17.a Quechereguas.

Las comunas de Temuco y Vilcún forman una sola agrupación municipal, cuya cabecera será la ciudad de Temuco.